# Hans Moritz von Hauke

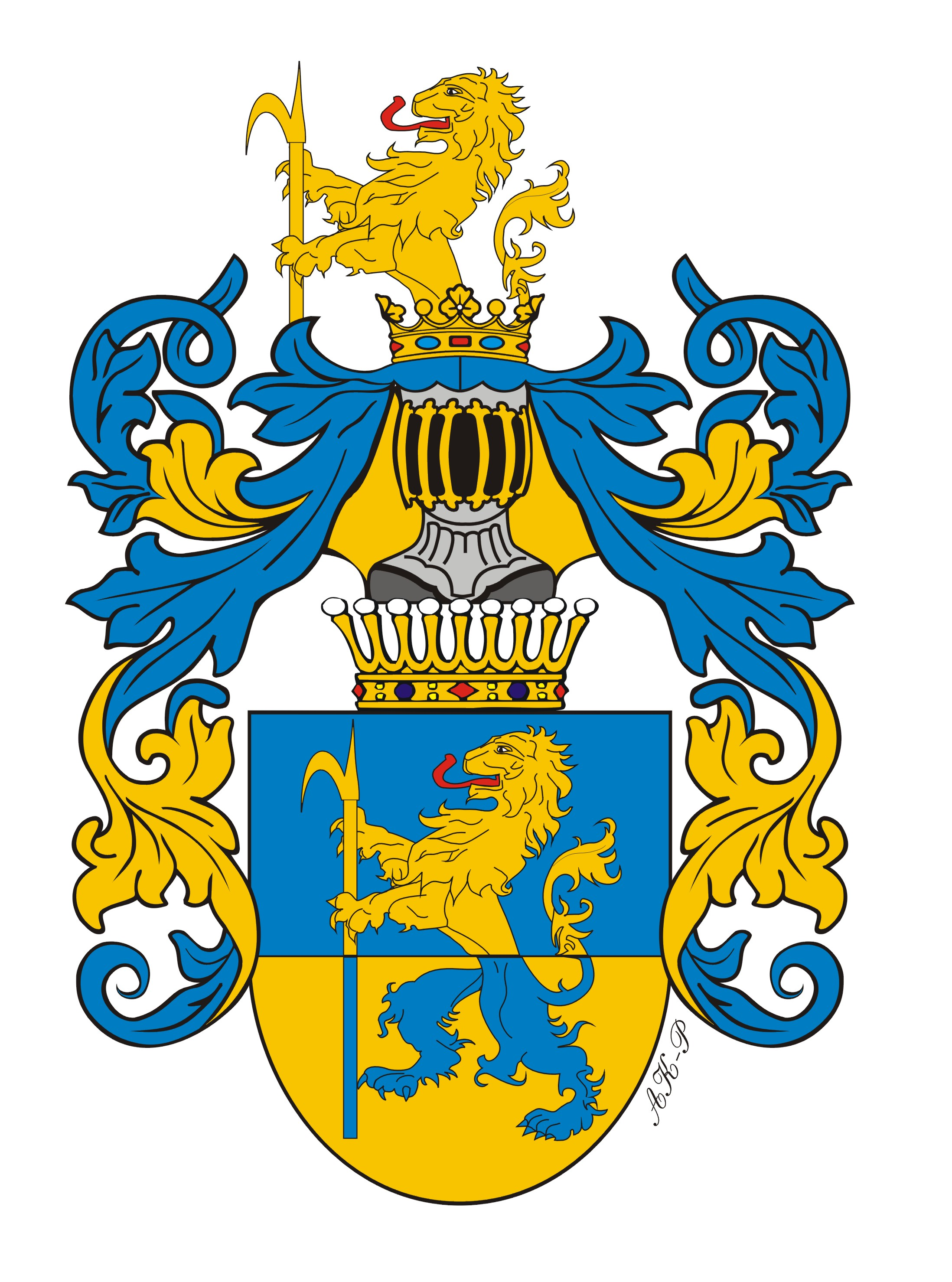
Brasão de armas do Conde Hauke, dado em 1829

Hans Moritz von Hauke (em polonês: Jan Maurycy) (26 de outubro de 1775 — 29 de novembro de 1830) foi um soldado profissional alemão. Ele era membro da família Hauke-Bosak.
De origem alemã e de uma família de militares, Moritz von Hauke serviu na armada de Napoleão Bonaparte na Áustria, na Itália, na Alemanha e na Guerra Peninsular, entretanto mais tarde trocou de lado, escolhendo se juntar à armada russa. Reconhecendo suas habilidades, o czar Nicolau I o nomeou Vice-Ministro de Guerra do Reino da Polônia e o titulou conde.
Na revolta de 1830, Hauke defendeu o Governador Geral da Polônia (grão-duque Constantino Pavlovich), que era o alvo dos cadetes da armada revolucionária. O Grão-duque conseguiu fugir, mas Moritz morreu baleado numa rua Varsóvia, na frente de sua esposa Sophie e de seus filhos. Com a morte de Sophie pouco tempo depois, as crianças von Hauke tornaram-se protegidos do Czar. 
Em 28 de outubro de 1851, sua filha Julia de Hauke, então dama de companhia da Imperatriz da Rússia, desposou o príncipe Alexandre de Hesse e Reno (Hesse-Darmstadt), o irmão da imperatriz. Titulada Condessa de Battenberg e Princesa de Battenberg em dezembro de 1858, pelo irmão de Alexandre, o grão-duque Ludwig III de Hesse-Darmstadt, ela tornou-se uma ancestral da Casa de Mountbatten e da Casa de Windsor. Sua filha mais velha Catarina de Hauke, tornou-se amante do grão-duque Paulo Frederico I de Mecklemburgo-Schwerin.

## Descendência
1. Moritz-Napoleão von Hauke (1808-1852)
2. Leopoldo von Haucke (1810-1812)
3. Emilia von Haucke (1810-1812)
4. Wladyslaw von Haucke (1812-1841)
5. José von Haucke (1814-1831)
6. Sofia von Haucke (1816-1816)
7. Moritz Leopoldo José von Haucke (1817-1862)
8. Constantiano von Haucke (1819-1891)
9. Catarina van Hauke (1821-1890), tornou-se amante de Paulo Frederico I de Mecklemburgo-Schwerin
10. Julia de Hauke (1825-1895), desposou o príncipe Alexandre de Hesse e Reno. Titulada Condessa de Battenberg em 1851, e Princesa de Battenberg em 1858.
11. Aleksander Haucke (1827-1829)